# Étienne Balázs
Étienne Balázs (Budapest, 1905. január 24. – Párizs 1963. november 29.; kínai neve pinjin hangsúlyjelekkel: Bái Lèrì; magyar népszerű: Paj Lö-zsi; hagyományos kínai: 白樂日; egyszerűsített kínai: 白乐日), tulajdonképpen Balázs István magyar sinológus volt, aki munkásságának nagy részét Franciaországban fejtette ki, és Magyarországon megjelent művei szerzőjeként is Étienne Balázs formában szerepel a neve. 1923-35 közötti németországi tartózkodása során nevét Stefan Balázs formában használta.

## Élete és munkássága
Középiskoláit Budapesten végezte. Korán érdeklődni kezdett a filozófia iránt, és valószínűleg a buddhista filozófia vonzotta az orientalisztika felé. 1923-tól Berlinben, majd 1925–26-ban Párizsban (ahol Henri Masperót is hallgatta) tanult kínai filológiát, sinológiát. 1931-ben kezdte közölni terjedelmes tanulmányát a Tang-kori Kína gazdaságáról, amellyel 1932-ben, Otto Franke tanítványaként doktori fokozatot szerzett a berlini egyetemen. 
Politikailag baloldali érzelmű volt, egy időben dolgozott a német kommunistákkal is. Doktori disszertációja fordulatot jelentett a kínai történelem gazdasági alapjainak kutatása irányában. A marxizmus mellett Max Weber Kínáról és Indiáról szóló írásai is nagyban hatottak rá. Sinológiai érdeklődése a 20-as években szorosan kapcsolódott a kínai forradalmak problematikájához, a Kominternben folyt „kínai vitához”.
1934 körül eltávolodott a kommunista mozgalomtól és a marxizmustól. Adolf Hitler hatalomra jutása után, 1935-ben elhagyta a náci Németországot és Párizsban telepedett le. A Collège de France kurzusain folytatta sinológiai tanulmányait. Párizs megszállása után feleségével Meauzac-ba (Tarn-et-Garonne) vonult vissza és mezőgazdasággal foglalkozott. 
1948-ban visszatért Párizsba, folytatta tudományos munkásságát, megjelentette első francia nyelvű publikációit. 1949-től a Centre National de la Recherche Scientifique kutatója lett, különösen a Szung (Song)-kor gazdaságtörténetével foglalkozott. 1955-től 1959-ig az École Pratique des Hautes Études-ben a kínai történettudomány professzora volt. (Korábban itt közgazdaságtant és szociológiát is előadott). 1955-ben kapta meg a francia állampolgárságot. Ekkor vált Európa-szerte ismert és elismert sinológussá. 1957-ben egy UNESCO-konferencián Japánban szívinfarktust kapott.  
1959-től haláláig Édouard Chavannes utódjaként a Párizs melletti Fontenay-aux-Roses-ban a sinológia professzora volt. 1961-ben és 1963-ban negyedéves előadássorozatokat tartott a hamburgi egyetemen. 
Ezekben az években felélénkült érdeklődése Magyarország iránt. Jól beszélt magyarul, és 1964 tavaszára az MTA meghívására Magyarországra tervezett utazni. 1963 végén azonban egy újabb infarktus azonnali halálát okozta.

## Főbb művei
- Beiträge zur Wirtschaftsgeschichte der T'ang-Zeit. Mitteilungen des Seminars für Orientalische Sprachen, 34, 1931, S. 1–92, 35, 1932, S. 1–73, 36, 1933, S. 1–62.; Berlin 1931–33: doktori disszertáció
- Die Inschriften der Sammlung Baron von der Heydt. Ostasiatische Zeitschrift, Neue Folge zehnter Jahrgang, 1934, S. 24–29, S. 80–96.
- Review: Quellen zur Rechtsgeschichte der T'ang-Zeit. By Karl Bünger. Pacific Affairs, Band 20, Nr. 4, 1947, S. 440–441.
- New Light on the History of Chinese Society. Pacific Affairs, Band 23, Nr. 2, 1950, S. 318–323.
- Le traité économique du 'Souei-chou'. (Études sur la société et l'économie de la Chine médiévale I), Bibliothèque de l'institut des Hautes Études Chinoises, Leiden: Brill, 1953
- Review: Conquerors and Rulers. Social Forces in Medieval China. By Wolfram Eberhard. Pacific Affairs, Band 27, Nr. 1, 1954, S. 74–77.
- Le Traité juridique du 'Souei-chou'. (Études sur la société et l'économie de la Chine médiévale II), Bibliothèque de l'institut des Hautes Études Chinoises Vol. IX, Leiden: Brill, 1954
- Review: The Empire of Min. By Edward H. Schafer. Journal of the American Oriental Society, Band 76, Nr. 1, 1956, S. 35–37.
- Review: Economic Structure of the Yüan Dynasty. Translation of Chapters 93 and 94 of the Yüan shih. By Herbert Franz Schurmann. The Journal of Asian Studies, Band 19, Nr. 3, 1960, S. 325–327.
- Review: Chinese Thought and Institutions. Edited by John K. Fairbank. The Journal of Asian Studies, Band 19, Nr. 3, 1960, S. 321–325.
- The Birth of Capitalism in China. Journal of Economic and Social History of the Orient, 3, 1960, S. 196–216.
- Chinese Civilization and Bureaucracy. Variations on a Theme (New Haven, 1964, Bp., 1966)
- Political Theory and Administrative Reality in Traditional China. School of Oriental and African Studies, London, 1965
- Histoire et institutions de la Chine ancienne des origines au XIIe siècle après J.-C. (Henri Masperóval, Párizs, 1967)
- La bureaucratie céleste. Recherches sur l'économie et la société de la Chine traditionnelle. Présentation de Paul Demiéville, Gallimard, Paris 1968

## Magyarul
- Gazdaság és társadalom a régi Kínában; vál., ford., jegyz. Ecsedy Ildikó, előszó Tőkei Ferenc; Európa, Bp., 1976
- Sinológusok a régi Kínáról / A kínai társadalom néhány jelentős aspektusa; ford. Ecsedy Ildikó; inː Ecsedy Ildikóː A kínai történelem rejtelmei; Eötvös, Bp., 1999